# Reichersbeuern

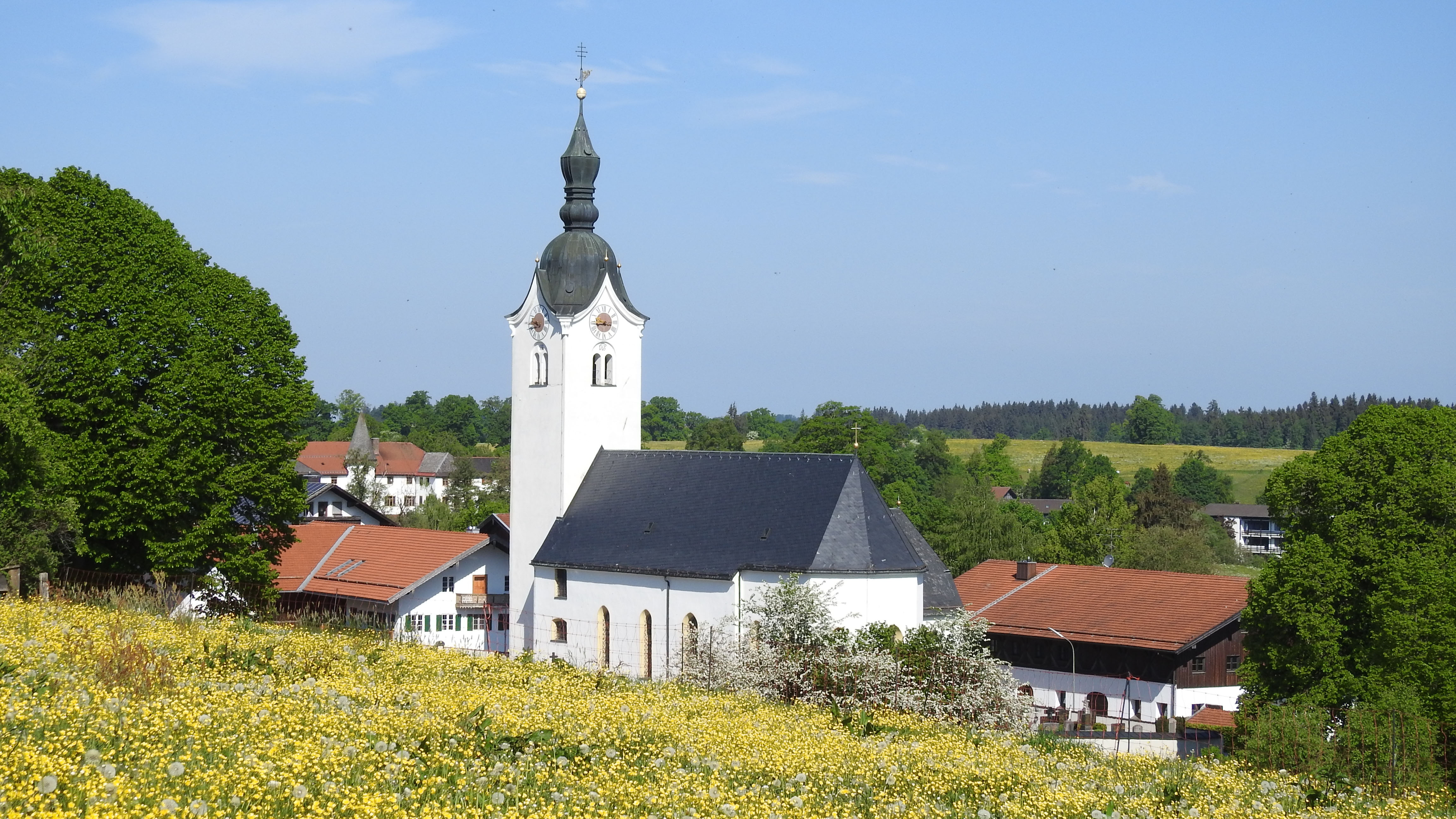
Kirchberg Reichersbeuern

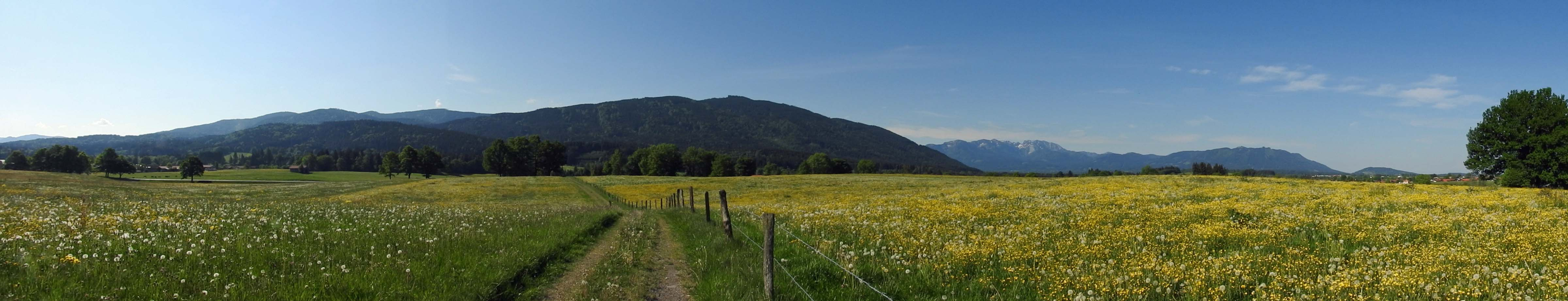
Panorama vom Kirchberg in Reichersbeuern

Reichersbeuern ist eine Gemeinde im oberbayerischen Landkreis Bad Tölz-Wolfratshausen.

## Geographie
Reichersbeuern liegt zwischen bewaldeten Hügeln unmittelbar am Rand der Vorberge. Wahrzeichen des Ortes sind die Kirche St. Korbinian und das unverbaute Alpenpanorama mit dem Kirchberg und der dahinter liegenden Benediktenwand. Der Rinnenbach fließt im Süden und der Weiherbach im Westen von Reichersbeuern. In der Nähe des Weiherbaches befindet sich zudem der Mühlweiher.
Die beiden Gemeindeteile sind das Pfarrdorf Reichbeuern und der Weiler Reut.
Reut umfasst dabei nur wenige Gebäude. Lokal wird auch Allgau (nördlich von Reichersbeuern) als Ortsbezeichnung verwendet. Das eigentliche Dorf wird nochmals in drei (oder je nach Lesart: vier) Regionen eingeteilt: Das Oberdorf mit dem Schloss Reichersbeuern westlich der Dorfmitte, das Unterdorf östlich der Dorfmitte (manchmal wird das Neubaugebiet ganz im Osten des Gemeindegebiets als eigener Teil bezeichnet), sowie die Siedlung südlich der Bundesstraße. Schließlich kommt noch das Gewerbegebiet im Reintal hinzu, das zum Teil jedoch schon zur Nachbargemeinde gehört.

## Geschichte

### Bis zur Gemeindegründung
Ortsnamen sind oder waren: Rihherispuira, Richerispuira, Richerispurun, Richarburon, Richerispuren, Richerspaira, Richerspuern, Richerspuren, Richersbueren, Richerspeyrn, Reicherspawren, Reicherspewrn, Reichspeyrn, Reicherspeurn, Reigersbeuern; seit 1903 Reichersbeuern. Reichersbeuern nennt das Jahr 1020 als Datum der ersten urkundlichen Erwähnung. Lange Zeit war Reichersbeuern unmittelbar mit dem (Heiligen römischen) Reich (deutscher Nation) verbunden.
Reichersbeuern war in dieser Zeit Sitz der vom Reich abhängigen Verwaltung und niedere Gerichtsstätte. Zudem war Reichersbeuern längere Zeit Sitz der Hofmark derer von Pienzenau und wurde 1818 im Zuge der Verwaltungsreformen im Königreich Bayern eine selbstständige politische Gemeinde. Reichersbeuern ist seit der Gebietsreform 1978 der Sitz der Verwaltungsgemeinschaft zwischen Reichersbeuern, Sachsenkam und Greiling.

### Einwohnerentwicklung
Zwischen 1988 und 2018 wuchs die Gemeinde von 1604 auf 2518 um 914 Einwohner bzw. um 57 %.
- 1840: 0436 Einwohner
- 1932: 0992 Einwohner
- 1991: 1748 Einwohner
- 1995: 1928 Einwohner
- 2005: 2172 Einwohner
- 2010: 2230 Einwohner
- 2015: 2317 Einwohner
- 2022: 2568 Einwohner

## Politik

### Gemeinderat
Nach der Gemeinderatswahl am 15. März 2020 hat der Gemeinderat 14 Mitglieder. Die Wahl brachte folgendes Ergebnis:
| Gemeinderatswahl ReichersbeuernWahlbeteiligung: 69,5 % 50403020100 40,9 %39,8 %19,3 % FWGCSU/BWbGrüne/ÖDP/UBRcGewinne und Verlusteim Vergleich zu 2014 %p 20 18 16 14 12 10 8 6 4 2 0 −2 −4 −6 −8−10−9,9 %p−9,4 %p+19,3 %pFWGCSU/BWGrüne/ÖDP/UBRAnmerkungen:b CSU/Bürgerliche Wählerschaftc Grüne/ÖDP/Unabhängige Bürgerliste Reichersbeuern | Sitzverteilung im Gemeinderat Reichersbeuern seit 2020Insgesamt 14 Sitze - Grüne/ÖDP/UBR: 3 - FWG: 6 - CSU/BW: 5 |

Im Zuge der Kommunalwahl 2020 zogen drei Gemeinderatsmitglieder der Liste „Grünes Reichersbeuern“ in den Gemeinderat ein. Dies wird allgemein als Achtungserfolg gewertet, kann die de-facto-Koalition aus CSU und FWG aber nicht gefährden.
Weiteres Mitglied und Vorsitzender des Gemeinderates ist der Erste Bürgermeister.

### Wappen
| Wappen Gde. Reichersbeuern | Blasonierung: „Geteilt; oben in Gold ein roter wachsender Panther, unten in Blau auf grünem Boden ein silbernes Haus mit goldenem Dach.“ |
| Wappen Gde. Reichersbeuern | |

### Bürgerbegehren gegen den geplanten Funkmasten auf dem Kirchberg
Im Jahr 2017 fragte die Deutsche Telekom bei der Gemeinde Reichersbeuern an, einen Funkmasten auf dem Kirchberg im Ort bauen zu dürfen. Die Gemeinde lehnte dies zunächst ab und präferierte den weiter außerhalb des Ortes liegenden Hügel Walmbichl. Im Herbst 2018 wurden von Bürgern 200 Stimmen gegen den Standort im Ort und für den Walmbichl als Standort gesammelt. Im ersten Bürgerbegehren in der Geschichte Reichersbeuerns unterschrieben im März 2019 mehr als 500 Personen gegen den „Mobilfunkmasten auf dem Kirchberg“. Argumente des Bürgerbegehrens waren die Angst vor einer erhöhten Strahlungsbelastung durch den Standort am Kirchberg und die optische Beeinträchtigung des Ortsbildes. Zeitgleich mit der Europawahl 2019 erfolgte am 26. Mai 2019 ein Bürgerentscheid, in dem für die Realisierung des Standorts Kirchberg gestimmt wurde.

## Baudenkmäler
Sehenswert ist die Pfarrkirche St. Korbinian und das Schloss Reichersbeuern, eine ehemalige Wasserburg. Es ist im Laufe seiner Geschichte mehrmals verfallen und wurde im Stil der jeweiligen Zeit renoviert und erweitert. Derzeit beherbergt es das Max-Rill-Gymnasium.

## Wirtschaft und Infrastruktur

### Verkehr
- Reichersbeuern besitzt seit 1872 einen Haltepunkt an der Bahnstrecke München–Lenggries. Hier verkehren Züge der Bayerischen Oberlandbahn.
- Die Kreisstraßen TÖL 12 und TÖL 13 führen durch den Ort. Südlich verläuft die Bundesstraße 472, die bis in die 1950er auf der Trasse der heutigen Kreisstraße TÖL 12 durch den Ort verlief. Die nächstgelegenen Autobahnen sind die A8 und die A95.
- Reichersbeuern hat zahlreiche Feld- und Forstwege, die auch zum Wandern und Radfahren genutzt werden. Sinnvolle Radwanderwege für Einheimische und Touristen fehlen jedoch oder sind nicht als solche ausgeschildert.
- Reichersbeuern liegt direkt am Bodensee-Königssee-Radweg und ist hier ein Etappenort.

### Bildungseinrichtungen
- Reichersbeuern verfügt neben einer Grundschule über ein staatlich anerkanntes Ganztagesgymnasium mit Internat in freier Trägerschaft im Schloss Reichersbeuern.

### Freizeit- und Sportanlagen
- Zweifach-Turnhalle an der Schule

## Persönlichkeiten

### Söhne und Töchter der Gemeinde
- Balthasar Trischberger (1721–1777), Baumeister des Barock
- Joseph Probst (1816–1884), Pfarrer, Gründer der ersten Behindertenanstalt in Bayern
- Joseph Buttinger (1906–1992), Politiker (SDAP)
- Alois Buttinger (1909–1996), Parteifunktionär (SDAP)

### Mit der Gemeinde verbundene Persönlichkeiten
- Uta Reinhardt (* 1966), Malerin